# Peder Hvelplund
Peder Hvelplund, né le 8 septembre 1967 à Ringkøbing (Danemark), est un homme politique danois, membre de la Liste de l'unité.

## Biographie
Peder Hvelplund devient employé municipal pour la commune de Hjørring en 1994.
Engagé au sein de la Liste de l'unité, il se présente aux élections législatives de 2007 dans le Jutland du Nord, mais son parti n'y remporte pas de siège.
Il est de nouveau candidat dans la même circonscription lors des élections de septembre 2011 et de élections de juin 2015, mais échoue à être élu, devenant à chaque fois le premier suppléant de Stine Brix,. À ce titre, il siège à deux reprises (de mars 2016 à février 2017, puis de décembre 2018 à mai 2019) comme membre temporaire du Folketing en remplacement de Brix.
Il est finalement élu député de plein exercice au Folketing lors des élections législatives de juin 2019. Il devient alors le porte-parole du groupe de la Liste de l'unité pour la santé, la psychiatrie, les personnes âgées et la citoyenneté. En août 2020, il succède à Jakob Sølvhøj à la présidence du groupe.
Il est réélu pour un second mandat lors des élections législatives de novembre 2022. Il est reconduit dans son rôle de président de groupe après le scrutin.
En novembre 2023, il se met en congé de son mandat parlementaire en raison du cancer dont est atteinte sa femme, et cède alors la présidence de son groupe à Trine Pertou Mach. Il reprend ses activités parlementaires en septembre 2024, et est réélu comme président de groupe.